# 韦雷 (巴西)
韦雷（葡萄牙語：Verê）是巴西巴拉那州的一个市镇。总面积312.418平方公里，总人口8144人，人口密度26.1人/平方公里。